# Thomasomys gracilis
Thomasomys gracilis är en däggdjursart som beskrevs av Thomas 1917. Thomasomys gracilis ingår i släktet paramoråttor, och familjen hamsterartade gnagare. IUCN kategoriserar arten globalt som nära hotad. Inga underarter finns listade i Catalogue of Life.
Arten förekommer i Anderna i södra Peru. Den vistas i regioner som ligger 2750 till 4300 meter över havet. Thomasomys gracilis lever i skogsgläntor som är täckta med gräs och i buskskogar, ofta nära vattendrag. Den klättrar troligen främst i växtligheten.